# Tulpenzeit
Als Tulpenzeit (türkisch: Lâle Devri) wurde in der älteren Literatur jene Epoche osmanischer Geschichte bezeichnet, in der das Großwesirat von Nevşehirli Damat İbrahim Pascha mit dem Sultanat von Ahmed III. überlappte, also 1718–1730. Manchmal wird auch die gesamte Herrschaftsperiode des Sultans Ahmed III., 1703–1730, als Tulpenzeit verstanden. Der Name leitet sich von der vom Hof gehegten Vorliebe für Tulpen her. 
Mittlerweile ist man dazu übergegangen, die Tulpenzeit in Anführungszeichen zu stellen, da es sich hierbei um ein zu Anfang des 20. Jahrhunderts von Ahmet Refik im Hinblick aufs zeitgenössische Politikgeschehen erfundenes literarisch-geschichtliches Konstrukt handelt, das von den Zeitgenossen der Tulpenzeit wohl nicht in der Form wahrgenommen wurde, wie es die spätere Geschichtsschreibung, Ahmet Refik folgend, annahm. Dies gilt vor allem für den Beginn der Verwestlichung, die in dieser Zeit eingesetzt haben soll, und für Säkularisierungstendenzen, die tatsächlich erst für das folgende Jahrhundert nachgewiesen werden können.